# أرض نوفغورود
أرض نوفغورود (بالروسية: Новгоро́дская земля́) هي واحدة من أكبر تشكيلات الدولة الإقليمية التاريخية في روسيا، حيث كانت تغطي شمال غربها وشمالها. كانت أرض نوفغورود، المتمركزة في فيليكي نوفغورود، مهد الدولة الروسية القديمة تحت حكم سلالة روريكوفيتش، وأحد أهم العروش الأميرية في عصر كييف روس. خلال انهيار خقانات روس وفي القرون اللاحقة، تطورت نوفغورود كجمهورية مستقلة تحت سيادة أمراء فلاديمير سوزدال (فيما بعد موسكو).  خلال فترة التطور الأكبر، وصلت إلى الشمال إلى البحر الأبيض، وانتشرت في الشرق إلى ما وراء جبال الأورال. كان لديها علاقات تجارية واسعة في إطار الرابطة الهانزية. في القرن الخامس عشر، في سياق السياسة الأميرية الكبرى المتمثلة في «تجميع الأراضي الروسية»، تم ضم فيليكي نوفغورود، مع الأراضي المحيطة، بالكامل إلى الدولة الروسية المركزية. كانت أرض نوفغورود موجودة كوحدة إدارية حتى عام 1708.

## القطاع الإدراي
إداريًا، بحلول نهاية العصور الوسطى، تم تقسيمها إلى بياتينز (Pyatina)، والتي بدورها، من النصف الثاني من القرن السادس عشر، تم تقسيمها إلى نصفين (بياتين).

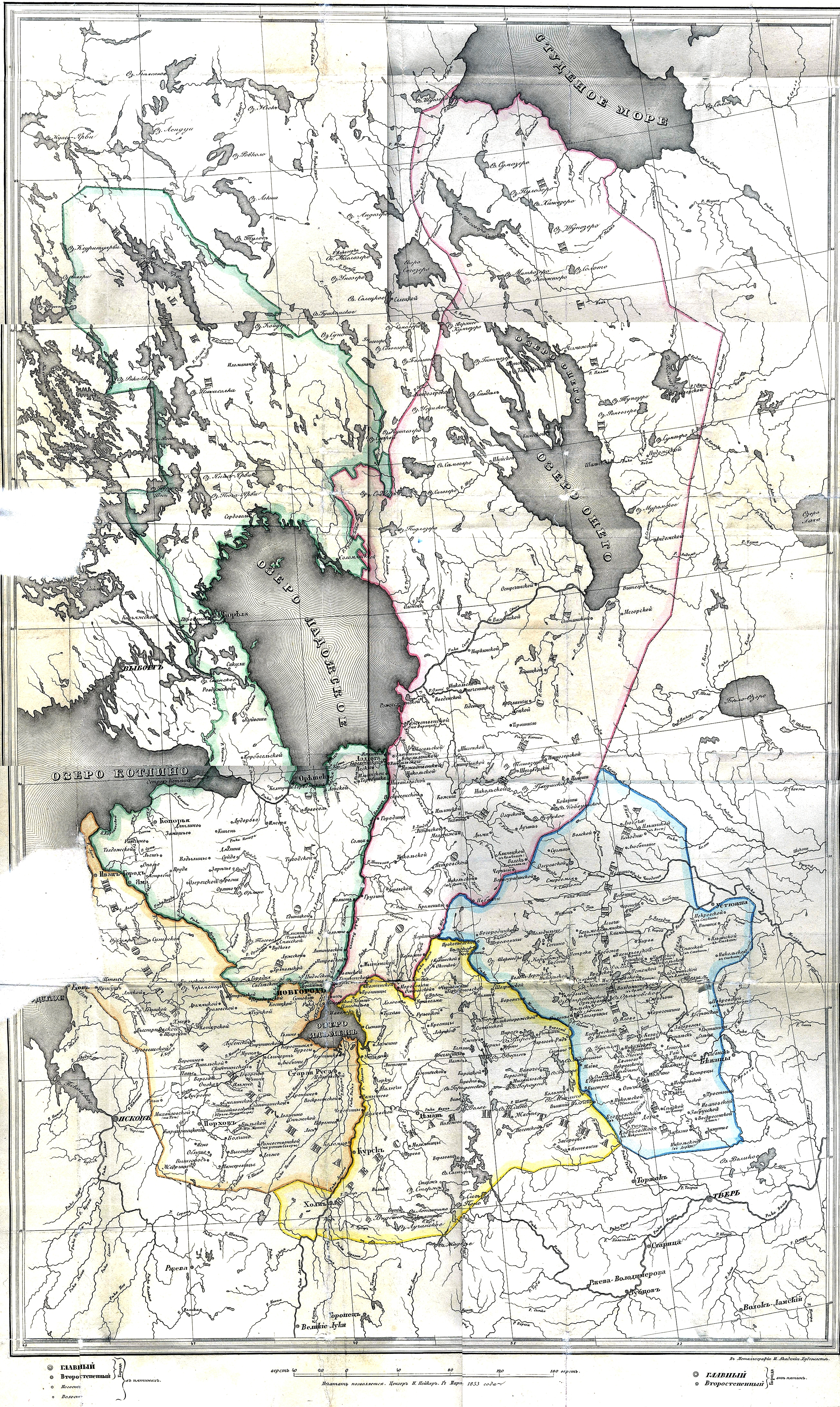
أرض نوفغورود من القرن السادس عشر

إذا حكمنا من خلال «حكاية السنوات الماضية» (Tale of Bygone Years) والبيانات الأثرية، بحلول الوقت الذي وصل فيه روريك في عام 862، كانت نوفغورود بالفعل مستوطنة كبيرة (ربما كسلسلة من المستوطنات من مصادر فولخوف وروريك جوروديش. ) ربما أطلق الإسكندنافيون على هذه المنطقة اسم «غارساريكي» (Garðaríki).
بعد دخول أرض نوفغورود إلى الدولة الروسية، تم الحفاظ على التقسيم الإقليمي، وسميت الأراضي من نهاية القرن الخامس عشر بياتينز، قبل تقسيم أرض نوفغورود إلى أراضٍ.
في عام 1348، بموجب معاهدة بولوتوفو، مُنح بسكوف الحكم الذاتي من قبل نوفغورود من حيث اختيار البوزادنيك، بينما اعترف بسكوف بأمير موسكو على رأسه.
تحت حكم إيفان الثالث، تخلى البسكوفيان عن حقهم في إزاحة الأمراء المعينين لهم.

## السكان

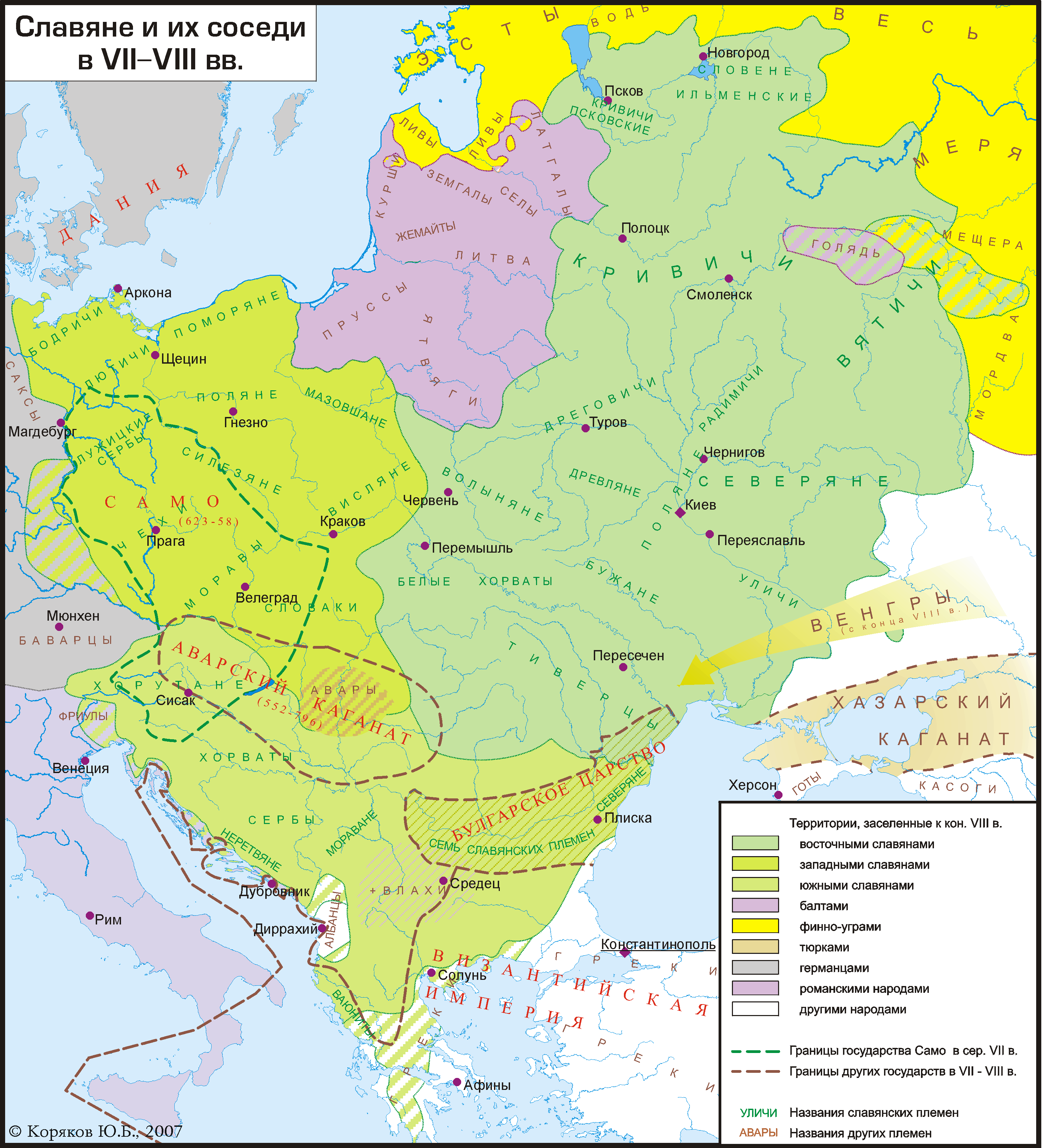
خريطة لاستيطان السلاف وجيرانهم في نهاية القرن الثامن. تظهر حدود بعض الدول بدءًا من القرن السابع.

بدأت تسوية أراضي نوفغورود في فالداي أبلاند منذ العصر الحجري القديم والمتوسط، على طول حدود جليد فالداي (أوستاشكوفسكي)، وفي الشمال الغربي من بريلميني، في منطقة المركز الإقليمي المستقبلي، منذ العصر الحجري الحديث.
من الناحية الأثرية، ومن خلال دراسة أسماء المواقع الجغرافية، من المفترض هنا وجود ما يسمى بالمجتمعات المهاجرة (Nostratic)، حيث تم استبدالها بالمجموعات الهندية الأوروبية (Balts and Slavs) التي جاءت من الجنوب الغربي وأسلاف شعوب البلطيق - الفنلنديون الذين أتوا من الشرق. تم تأكيد هذه التعددية العرقية من خلال علم الوراثة الإثني، جغرافيا الجينات.

## روابط خارجية
- فيليكي نوفغورود - باب لأوروبا
- أندريه سميرنوف. العوامل العرقية في تاريخ أرض نوفغورود
- أرض نوفغورود في القرنين الثاني عشر وأوائل القرن الثالث عشر // موقع ناتاليا جافريلوفا
- الإمارات الروسية في النصف الأول من القرن الرابع عشر. خريطة من بوابة «هيرودوت الجديد»
- البعثة الأثرية الشمالية الغربية
- إمارة نوفغورود (جمهورية)
- تاريخ مجموعة الأراضي الروسية: فيليكي نوفغورود